# Lulworthia medusa
Lulworthia medusa är en svampart som först beskrevs av Ellis & Everh., och fick sitt nu gällande namn av Cribb & J.W. Cribb 1955. Lulworthia medusa ingår i släktet Lulworthia och familjen Lulworthiaceae.  Arten är reproducerande i Sverige. Inga underarter finns listade i Catalogue of Life.